# Cycloramphus faustoi
Espèce
Statut de conservation UICN

 CR B2ab(ii,iii) : 
En danger critique
Cycloramphus faustoi est une espèce d'amphibiens de la famille des Cycloramphidae.

## Répartition
Cette espèce est endémique du sud-est du Brésil. Elle se rencontre entre 20 et 100 m d'altitude sur l'Ilha de Alcatrazes dans la municipalité de São Sebastião dans l'État de São Paulo.

## Description
Les mâles mesurent de 31,2 à 37,9 mm et les femelles de 41,6 à 44,0 mm.

## Étymologie
Cette espèce est nommée en l'honneur de Fausto Pires de Campos.

## Publication originale
- Brasileiro, Haddad, Sawaya & Sazima, 2007 : A new and threatened island-dwelling species of Cycloramphus (Anura: Cycloramphidae) from southeastern Brazil. Herpetologica, vol. 63, no 4, p. 501-510 (texte intégral).